# Eudokia Ingerina
Eudokia Ingerina, född omkring 840, död 882, var en bysantinsk kejsarinna, mätress till kejsar Mikael III och gift med kejsar Basileios I.

## Biografi
Eudokia var dotter till en vakt ur det kejserliga varjagiska gardet, Inger, och Martinakia, som var en avlägsen släkting till kejsarhuset. Hon inledde vid femton års ålder 855 ett förhållande med den jämnårige kejsar Mikael III, men eftersom hennes familj var kända för sina ikonoklastiska åsikter vägrade kejsarmodern och regenten Theodora att låta paret gifta sig.  Mikael gifte därför bort henne med sin vän Basileios och fortsatte sedan att ha ett förhållande med henne, medan hennes make fick Mikaels syster Thekla av Bysans till älskarinna. 
Eudokias två söner var officiellt hennes makes men i realiteten troligen Mikaels, vilket anses stärkt av det faktum att Mikael 867 utsåg hennes man till medregent. Senare samma år mördades Mikael och Basileios blev ensam kejsare och gifte sig med henne. Omkring 877 inledde Eudokia ett förhållande med en man som kejsaren då lät spärra in i kloster. År 882 valde hon ut sin sons brud kort före sin död.